# Hans-Rupert Villechner
Hans-Rupert Villechner (geboren 6. März 1915 in München; gestorben 19. Januar 1959 in München) war ein deutscher Funktionär der NSDAP.

## Leben
Hans-Rupert Villechner war der neunte Sohn eines Münchener Studienlehrers. Sein Vater starb, als er vier Jahre alt war. Aus wirtschaftlichen Gründen musste er den Besuch der Mittelschule abbrechen und absolvierte eine kaufmännische Lehre. 1929 trat er der Hitlerjugend bei. In der Weltwirtschaftskrise wurde er 1933 arbeitslos und wurde nach der Machtübergabe an die Nationalsozialisten Mitglied der kasernierten SS (Mitgliedsnummer 142.145). Er schied 1935 aus dem SS-Dienst aus und fand Beschäftigung in verschiedenen Parteiämtern der NSDAP (Mitgliedsnummer 1.509.064). Er heiratete 1937 und hatte vier Kinder. Ab 1937 erhielt er eine Ausbildung als Führungskraft auf einer NS-Ordensburg. Als Kriegsfreiwilliger wurde er Soldat und wurde 1940 im Westfeldzug schwer verwundet. Er nahm auch am Krieg gegen die Sowjetunion teil, schied dann aus gesundheitlichen Gründen aus der Wehrmacht aus und wurde 1942 von Gauleiter Paul Giesler zum Kreisleiter der NSDAP in Freising berufen. Damit sei er der jüngste Kreisleiter im Deutschen Reich gewesen. Am 9. November 1943 wurde er zum SS-Sturmbannführer befördert.
Am 13. Juni 1944 flog ein amerikanischer Bomberverband einen Luftangriff auf das BMW-Werk in Milbertshofen. Ein Flugzeug vom Typ B24-Liberator wurde abgeschossen, und neun Mann aus der Besatzung konnten sich durch Absprung bei Sillertshausen retten. Der Kreisleiter und weitere lokale Funktionäre eilten zum Flugzeugwrack. Drei der Flieger wurden nach ihrer Gefangennahme ermordet. Beschuldigte Mittäter wurden später beim Prozess vor einem amerikanischen Militärgericht in Dachau wegen der unsicheren Beweislage freigesprochen, während das Militärgericht in anderen, beweisbaren Fällen die Todesstrafe verhängte, die auch ausgeführt wurde.
Ende 1944 kam es zu einem Mord an einem Fremdarbeiter, bei dem Villechner zugegen war. Wegen der kriminalpolizeilichen Ermittlungen wurde er von Gauleiter Giesler zum Festungsbau in das besetzte Italien abgeordnet. Jedoch wurde er dort vom Reichskriminalpolizeiamt festgenommen und kam in Berlin in Untersuchungshaft. Von einem NSDAP-Parteigericht wurde er seines Kreisleiteramtes enthoben und mit einem „Parteiverweis“ bestraft, die amtlichen Ermittlungen wurden für seine Person niedergeschlagen. Villechner wurde wieder als Soldat eingezogen.
Villechner geriet bei Kriegsende als Fahnenjunkerfeldwebel der Wehrmacht in US-amerikanische Kriegsgefangenschaft, aus der er, weil er eine falsche Identität vortäuschte, im Herbst 1945 entlassen wurde. Da er in der Amerikanischen Besatzungszone auf der Fahndungsliste stand, mussten er und seine Familie sich die nächsten fünf Jahre inkognito in der SBZ und in der britischen Zone, wo er sich in Oldenburg (Oldb) aufhielt, durchschlagen.
1951 stellte er sich den Behörden. Er wurde der Beihilfe des Mordes an dem Fremdarbeiter beschuldigt und der Beihilfe bei zwei der Fliegermorde. Das Landgericht München II hielt seine Mittäterschaft nur im Falle eines der Fliegermorde für erwiesen und verurteilte ihn wegen Beihilfe zum Totschlag zu drei Jahren Zuchthaus. In der Revision hob der Bundesgerichtshof das Urteil am 5. Mai 1953 auf, und Villechner wurde vom Landgericht, trotz fortbestehenden dringenden Tatverdachts mangels Beweises am 11. Februar 1954 freigesprochen.
Im April 1954 wurde er von der Spruchkammer München als „belastet“ eingestuft. Für das Verfahren vor der Berufungskammer München konnte er genügend Persilscheine herbeischaffen, während die Aussagebereitschaft von Belastungszeugen an dem mangelnden Interesse der Bevölkerung krankte. Er wurde daher 1955 als „minderbelastet“ entnazifiziert.